# Человек живёт для лучшего
«Человек живёт для лучшего» (англ. Something Better to Come) —  польско-датский документальный фильм Ханны Полак о детях, живущих на мусорной свалке близ Москвы, снятый в период с 2000 по 2014 годы. Съёмки проходили на мусорном полигоне ТБО «Саларьево», куда её впервые привели беспризорные дети, которых она встретила на Ленинградском вокзале . 

## Сюжет
Фильм показывает жизнь людей, среди которых немало детей, живущих на мусорной свалке. В центре сюжета история жизни девочки Юли, мечта которой — вести нормальную жизнь. Начиная с 2000 года, когда Путин приходит к власти, течение 14 лет Ханна Полак снимает жизнь Юли, пока та растет на закрытой территории мусорной свалки, расположенной в 20 километрах от Кремля, где не соблюдаются законы, а местная валюта — водка. Для большинства людей, которые попадают туда, свалка становится последним пристанищем. Однако несмотря на невзгоды, люди там стремятся к нормальной жизни. Юля и её подруги красят волосы и наносят макияж,  шутят, слушают музыку, которую исполняет их друг Дима. Она читает журналы, которые находит на свалке, и слушает радио, чтобы узнать, что происходит во внешнем мире — мире, на который она может смотреть с вершины свалки. С детства Юля, как и другие, кто живет с ней на свалке, едва сводила концы с концами, сортируя отходы Москвы. Она мечтает сбежать со свалки, проходят год за годом и ничего не меняется, но Юля не сдаётся.